# 福西勇夫
福西 勇夫（ふくにし いさお、1959年 - ）は、日本の精神科医。精神保健指定医、日本心身医学会認定医療心理士。

## 経歴
1984年徳島大学医学部卒業。1992年米国カンザス州のメニンガークリニックに留学。1994年から、東京都精神医学研究所、臨床心理研究部門主任研究員、東京都精神医学研究所リエゾン精神医学心身医学研究部門長を経て、2003年、東京都内でクリニックを開業。米国マサチューセッツ州ハーバード大学医学部マサチューセッツ総合病院の客員教授として渡米することもある。

## 受賞
- [2]優秀論文賞（1998年）
- [3]評議員賞（1999年）

## 著書/編著
- 心のカルテQ&A（1988年、[4]）
- 死の病を共に生きる（1992年、星和書店）
- やさしいサイコネフロロジー入門（1994年、東京医学社）
- 心の病パニックディスオーダー（1995年、新星出版社）
- 現代のエスプリ340＜リエゾン＞（1995年、至文堂）
- ストレスと心臓（1996年、星和書店）
- 現代のエスプリ346＜パニックディスオーダー＞（1996年、至文堂）
- 現代のエスプリ357＜睡眠＞（1997年、至文堂）
- サイコネフロロジーマニュアル（1997年、南山堂）
- 現代のエスプリ363＜ソーシャルサポート＞（1997年、至文堂）
- 現代のエスプリ371＜先端医療と心のケア＞（1998年、至文堂）
- 先端医療とリエゾン精神医学（1999年、金原出版）
- 糖尿病患者への心理学的アプローチ（1999年、学習研究社）
- 現代のエスプリ390＜心の病の治療と描画法＞（2000年、至文堂）
- JJNスペシャル66「困った患者さんへのアプローチ」（2000年、医学書院）
- 一般臨床の心の問題診療マニュアル（2000年、Med. Sci. Int.）
- 鏡の中の私（2000年、テンタクル）
- 現代のエスプリ397＜現代社会のうつ病＞（2000年、至文堂）
- こころのファイル＜現代社会の心の歪み＞（2001年、南山堂）
- 現代のエスプリ404＜遺伝カウンセリング＞（2001年、至文堂）
- JJNスペシャル69「糖尿病患者の心と自己管理」（2001年、医学書院）
- 医師のための海外留学アラカルト（2001年、バイオメディカ）
- 現代現代のエスプリ412＜異文化ストレスとの遭遇＞（2001年、至文堂）
- 事例からわかりやすく学ぶサイコネフロロジー（2002年、テンタクル）
- 現代のエスプリ423＜科学的視点から心を測る＞（2002年、至文堂）
- ストレス分析で導く「困った患者さん」の対処法（2003年、中央法規出版）
- 統合失調症がわかる本（2002年、法研）
- 詳しくわかる睡眠薬と精神安定剤（2003年、法研）
- 統合失調症の疑問に答える本（2004年、法研）
- 統合失調症　治療を拒むときに読む本（2005年、法研）
- 心のチェックノート/監修（2005年、法研）
- 現代のエスプリ473＜統合失調症＞（2005年、至文堂）
- 現代のエスプリ480＜社会不安障害＞（2007年、至文堂）
- 不安障害がよくわかる本/監修（2008年、法研）
- 新型うつを知る本（2012年、アスペクト社）
- ハーバード式大人のADHDパーフェクトガイド/監修（2015年、法研出版社）
- [5]（2015年、法研出版社）
- マンガでわかる大人のADHDガイド（2015年、法研出版社）

## 編著
- 社会不安障害・パニック障害がわかる本＜不安障害の理解と対処＞（2007年、法研）
- 自分で防ぐ・治すうつ病＜最新治療と自然治癒力で心がスッキリ晴れる！＞（2007年、法研）
- ストレスよ、さようなら（法研）
- 非定型うつ病がわかる本：誤解されやすい新しい心の病（2010年、法研）
- あなたに合う睡眠薬と精神安定剤（2011年、法研）
- ２１世紀の新型うつ病：「非定型」うつ病との向き合い方（2011年、ぎょうせい）

## 訳著
- MGH心の問題診療ガイド（2002年、Med. Sci. Int.）

## 小雑誌/ガイドブック
- 「もっと元気になろう！！（こころとからだが疲れているあなたへ」（第一三共エスファ株式会社）
- 弁護士のためのメンタルヘルスガイドブック（2015年、日本弁護士連合会）

## 海外書籍
- Clinical Challenges in the Biopsychosocial Interface: Update on Psychosomatics for the 21st Century Vol.34. Editors R. Balon & T.N. Wise （Karger, Advances in Psychosomatic Medicine) (Editors R.Balon, G.A.Fava, I.Fukunishi, M.B.Rosenthal）
- Cultural Psychiatry Vol.33. 2013 Editor R.D. Alacon

（Karger, Advances in Psychosomatic Medicine） （Series Editors Thomas N. Wise, Editors R.Balon, G.A. Fava, I Fukunishi, M.B. Rosenthal）
- The Psychosomatic Assessment Vol.32. 2012 Editor S.A. Fava et al

（Karger, Advances in Psychosomatic Medicine)）（Series Editors Thomas N. Wise, Editors G.A. Fava, I Fukunishi, M.B. Rosenthal）
- Sexual Dysfuction: Beyond the Brain-Body Connection Vol.31. 2011 Editor R. Balon

（Karger, Advances in Psychosomatic Medicine) (Series Editors Thomas N. Wise, Editors G.A. Fava, I Fukunishi, M.B. Rosenthal）
- Chronic Pain and Addiction Vol.30. 2011 Editor M.R. Clark

（Karger, Advances in Psychosomatic Medicine) (Series Editors Thomas N. Wise, Editors G.A. Fava, I Fukunishi, M.B. Rosenthal）
- Sexual Dysfuction Vol.29. 2008 Editor R. Balon

（Karger, Advances in Psychosomatic Medicine) (Series Editors Thomas N. Wise, Editors G.A. Fava, I Fukunishi, M.B. Rosenthal）
- Psychological Factors Affecting Medical Conditions Vol.28. 2007 Editor P. Porcelli et al

（Karger, Advances in Psychosomatic Medicine) (Series Editors Thomas N. Wise, Editors G.A. Fava, I Fukunishi, M.B. Rosenthal）
- Health and Treatmnet Strategies in Obesity Vol.27. 2006 Editor V. Vaidya et al

（Karger, Advances in Psychosomatic Medicine) (Series Editors Thomas N. Wise, Editors G.A. Fava, I Fukunishi, M.B. Rosenthal）
- Consultation-Liaison Psychiatry in Germany, Austria and Switzerland Vol.26. 2004 Editor A. Diefenbacher

（Karger, Advances in Psychosomatic Medicine) (Series Editors Thomas N. Wise, Editors G.A. Fava, I Fukunishi , M.B. Rosenthal）
- Pain and Depression Vol.25. 2004 Editor M.R.Clark, G.A. Treisman

（Karger, Advances in Psychosomatic Medicine) (Series Editors Thomas N. Wise, Editors G.A. Fava, I Fukunishi , M.B. Rosenthal）
- Athma: Social and Psychological Factors and Psychosomatic Syndromes Vol.24. 2003 Editor E.S. Brown, Dallas, Tex.

（Karger, Advances in Psychosomatic Medicine) (Series Editors Thomas N. Wise, Editors G.A. Fava, I Fukunishi , M.B. Rosenthal）
- Consultation-Liaison Psychiatry in Japan. Vol 23（Karger, Editor Isao Fukunishi） 2001.1
- Cutting-Edge Medicine & Liaison Psychiatry（Elsevier Science Publishers,M.Matsushita & I.Fukunishi）1998.1